# Municipio de Rolling Green (Dakota del Norte)
El municipio de Rolling Green (en inglés: Rolling Green Township) es un municipio ubicado en el condado de Ward en el estado estadounidense de Dakota del Norte. En el año 2010 tenía una población de 85 habitantes y una densidad poblacional de 0,91 personas por km².

## Geografía
El municipio de Rolling Green se encuentra ubicado en las coordenadas 48°8′38″N 101°34′51″O / 48.14389, -101.58083. Según la Oficina del Censo de los Estados Unidos, el municipio tiene una superficie total de 92.94 km², de la cual 88,36 km² corresponden a tierra firme y (4,93 %) 4,58 km² es agua.

## Demografía
Según el censo de 2010, había 85 personas residiendo en el municipio de Rolling Green. La densidad de población era de 0,91 hab./km². De los 85 habitantes, el municipio de Rolling Green estaba compuesto por el 100 % blancos. Del total de la población el 0 % eran hispanos o latinos de cualquier raza.